# Acrimony
Acrimony es una película estadounidense de suspenso psicológico producida, escrita, y dirigida por Tyler Perry. Es protagonizada por Taraji P. Henson, Lyriq Bent, Jazmyn Simon y Crystle Stewart, y sigue la historia de una leal esposa que decide tomar venganza contra su exesposo. 
La fotografía principal comenzó en octubre de 2016 en Pittsburgh. La película fue estrenada en Estados Unidos por Lionsgate el 30 de marzo de 2018.

## Reparto
- Taraji P. Henson como Melinda Gayle.
- Ajiona Alexus como Young Melinda.
- Lyriq Bent como Robert Gayle.
- Antonio Madison como Young Robert.
- Crystle Stewart como Diana Wells.
- Danielle Nicolet como Sara.
- Jay Hunter como Devon.
- Terayle Hill como Young Devon.
- Jazmyn Simon como June.
- Jason Vail
- Ptosha Storey como Brenda.[3]
- Douglas Dickerman como Mr. Prescott
- Bresha Webb como Young Brenda.
- Raquel Bianca John como Young June.
- Nelson Estevez como Casey.
- Kendrick Cross como Kalvin.

## Producción
El rodaje tuvo lugar en Pittsburgh y en Atlanta en otoño de 2016.

## Estreno
La película fue estrenada en Estados Unidos el 30 de marzo de 2018. Originalmente se titularía She's Living My Life.